# Xã Kelso, Quận Dearborn, Indiana
Xã Kelso (tiếng Anh: Kelso Township) là một xã thuộc quận Dearborn, tiểu bang Indiana, Hoa Kỳ. Năm 2010, dân số của xã này là 2.341 người.